# Coupe de France de rugby à XIII 1961-1962
Navigation
Édition précédente Édition suivante
La Coupe de France de rugby à XIII 1961-1962 est la 24e édition de la Coupe de France, compétition à élimination directe mettant aux prises des clubs de rugby à XIII amateurs et professionnels affiliés à la Fédération française de jeu à XIII (aujourd'hui Fédération française de rugby à XIII).

## Phase finale
|  | Huitièmes de finale                | Huitièmes de finale           | Huitièmes de finale             | Huitièmes de finale           |                         |                         | Quarts de finale            | Quarts de finale            | Quarts de finale            | Quarts de finale            |  |  | Demi-finales             | Demi-finales             | Demi-finales             | Demi-finales             |  |  | Finale                     | Finale                     | Finale                     | Finale                     |
|  |                                    |                               |                                 |                               |                         |                         |                             |                             |                             |                             |  |  |                          |                          |                          |                          |  |  |                            |                            |                            |                            |
|  | Le 21 janvier 1962 à Toulouse      | Le 21 janvier 1962 à Toulouse | Le 21 janvier 1962 à Toulouse   | Le 21 janvier 1962 à Toulouse |                         |                         | Le 4 février 1962 à Avignon | Le 4 février 1962 à Avignon | Le 4 février 1962 à Avignon | Le 4 février 1962 à Avignon |  |  | Le 27 mai 1962 à Avignon | Le 27 mai 1962 à Avignon | Le 27 mai 1962 à Avignon | Le 27 mai 1962 à Avignon |  |  | Le 3 juin 1962 à Perpignan | Le 3 juin 1962 à Perpignan | Le 3 juin 1962 à Perpignan | Le 3 juin 1962 à Perpignan |
|  | R.C. Roanne                        | R.C. Roanne                   | 6                               | 6                             |                         |                         | Le 4 février 1962 à Avignon | Le 4 février 1962 à Avignon | Le 4 février 1962 à Avignon | Le 4 février 1962 à Avignon |  |  | Le 27 mai 1962 à Avignon | Le 27 mai 1962 à Avignon | Le 27 mai 1962 à Avignon | Le 27 mai 1962 à Avignon |  |  | Le 3 juin 1962 à Perpignan | Le 3 juin 1962 à Perpignan | Le 3 juin 1962 à Perpignan | Le 3 juin 1962 à Perpignan |
|  | R.C. Roanne                        | R.C. Roanne                   | 6                               | 6                             |                         |                         | Le 4 février 1962 à Avignon | Le 4 février 1962 à Avignon | Le 4 février 1962 à Avignon | Le 4 février 1962 à Avignon |  |  | Le 27 mai 1962 à Avignon | Le 27 mai 1962 à Avignon | Le 27 mai 1962 à Avignon | Le 27 mai 1962 à Avignon |  |  | Le 3 juin 1962 à Perpignan | Le 3 juin 1962 à Perpignan | Le 3 juin 1962 à Perpignan | Le 3 juin 1962 à Perpignan |
|  | XIII Catalan                       | XIII Catalan                  | 5                               | 5                             |                         |                         | Le 4 février 1962 à Avignon | Le 4 février 1962 à Avignon | Le 4 février 1962 à Avignon | Le 4 février 1962 à Avignon |  |  | Le 27 mai 1962 à Avignon | Le 27 mai 1962 à Avignon | Le 27 mai 1962 à Avignon | Le 27 mai 1962 à Avignon |  |  | Le 3 juin 1962 à Perpignan | Le 3 juin 1962 à Perpignan | Le 3 juin 1962 à Perpignan | Le 3 juin 1962 à Perpignan |
|  | XIII Catalan                       | XIII Catalan                  | 5                               | 5                             | R.C. Roanne             | R.C. Roanne             | 15 (a.p.)                   | 15 (a.p.)                   |                             |                             |  |  | Le 27 mai 1962 à Avignon | Le 27 mai 1962 à Avignon | Le 27 mai 1962 à Avignon | Le 27 mai 1962 à Avignon |  |  | Le 3 juin 1962 à Perpignan | Le 3 juin 1962 à Perpignan | Le 3 juin 1962 à Perpignan | Le 3 juin 1962 à Perpignan |
|  | Le 21 janvier 1962 à Tonneins      |                               |                                 |                               | R.C. Roanne             | R.C. Roanne             | 15 (a.p.)                   | 15 (a.p.)                   |                             |                             |  |  | Le 27 mai 1962 à Avignon | Le 27 mai 1962 à Avignon | Le 27 mai 1962 à Avignon | Le 27 mai 1962 à Avignon |  |  | Le 3 juin 1962 à Perpignan | Le 3 juin 1962 à Perpignan | Le 3 juin 1962 à Perpignan | Le 3 juin 1962 à Perpignan |
|  |                                    |                               | R.C. Albigeois                  | R.C. Albigeois                | 2                       | 2                       |                             |                             |                             |                             |  |  | Le 27 mai 1962 à Avignon | Le 27 mai 1962 à Avignon | Le 27 mai 1962 à Avignon | Le 27 mai 1962 à Avignon |  |  | Le 3 juin 1962 à Perpignan | Le 3 juin 1962 à Perpignan | Le 3 juin 1962 à Perpignan | Le 3 juin 1962 à Perpignan |
|  | R.C. Albigeois                     | R.C. Albigeois                | R.C. Albigeois                  | R.C. Albigeois                | 2                       | 2                       | 34                          | 34                          |                             |                             |  |  | Le 27 mai 1962 à Avignon | Le 27 mai 1962 à Avignon | Le 27 mai 1962 à Avignon | Le 27 mai 1962 à Avignon |  |  | Le 3 juin 1962 à Perpignan | Le 3 juin 1962 à Perpignan | Le 3 juin 1962 à Perpignan | Le 3 juin 1962 à Perpignan |
|  | R.C. Albigeois                     | R.C. Albigeois                | Le 4 février 1962 à Albi        |                               |                         |                         | 34                          | 34                          |                             |                             |  |  | Le 27 mai 1962 à Avignon | Le 27 mai 1962 à Avignon | Le 27 mai 1962 à Avignon | Le 27 mai 1962 à Avignon |  |  | Le 3 juin 1962 à Perpignan | Le 3 juin 1962 à Perpignan | Le 3 juin 1962 à Perpignan | Le 3 juin 1962 à Perpignan |
|  | Facture XIII                       | Facture XIII                  | 20                              | 20                            |                         |                         |                             |                             |                             |                             |  |  | Le 27 mai 1962 à Avignon | Le 27 mai 1962 à Avignon | Le 27 mai 1962 à Avignon | Le 27 mai 1962 à Avignon |  |  | Le 3 juin 1962 à Perpignan | Le 3 juin 1962 à Perpignan | Le 3 juin 1962 à Perpignan | Le 3 juin 1962 à Perpignan |
|  | Facture XIII                       | Facture XIII                  | 20                              | 20                            | R.C. Roanne             | R.C. Roanne             | 17                          | 17                          |                             |                             |  |  |                          |                          |                          |                          |  |  | Le 3 juin 1962 à Perpignan | Le 3 juin 1962 à Perpignan | Le 3 juin 1962 à Perpignan | Le 3 juin 1962 à Perpignan |
|  | Le 21 janvier 1962 à Saint-Gaudens |                               |                                 |                               | R.C. Roanne             | R.C. Roanne             | 17                          | 17                          |                             |                             |  |  |                          |                          |                          |                          |  |  | Le 3 juin 1962 à Perpignan | Le 3 juin 1962 à Perpignan | Le 3 juin 1962 à Perpignan | Le 3 juin 1962 à Perpignan |
|  |                                    |                               | A.S. Carcassonne                | A.S. Carcassonne              | 0                       | 0                       |                             |                             |                             |                             |  |  |                          |                          |                          |                          |  |  | Le 3 juin 1962 à Perpignan | Le 3 juin 1962 à Perpignan | Le 3 juin 1962 à Perpignan | Le 3 juin 1962 à Perpignan |
|  | A.S. Carcassonne                   | A.S. Carcassonne              | A.S. Carcassonne                | A.S. Carcassonne              | 0                       | 0                       | 16                          | 16                          |                             |                             |  |  |                          |                          |                          |                          |  |  | Le 3 juin 1962 à Perpignan | Le 3 juin 1962 à Perpignan | Le 3 juin 1962 à Perpignan | Le 3 juin 1962 à Perpignan |
|  | A.S. Carcassonne                   | A.S. Carcassonne              | Le 27 mai 1962 à Carcassonne    |                               |                         |                         | 16                          | 16                          |                             |                             |  |  |                          |                          |                          |                          |  |  | Le 3 juin 1962 à Perpignan | Le 3 juin 1962 à Perpignan | Le 3 juin 1962 à Perpignan | Le 3 juin 1962 à Perpignan |
|  | Villefranche XIII                  | Villefranche XIII             | 4                               | 4                             |                         |                         |                             |                             |                             |                             |  |  |                          |                          |                          |                          |  |  | Le 3 juin 1962 à Perpignan | Le 3 juin 1962 à Perpignan | Le 3 juin 1962 à Perpignan | Le 3 juin 1962 à Perpignan |
|  | Villefranche XIII                  | Villefranche XIII             | 4                               | 4                             | A.S. Carcassonne        | A.S. Carcassonne        | ?                           | ?                           |                             |                             |  |  |                          |                          |                          |                          |  |  | Le 3 juin 1962 à Perpignan | Le 3 juin 1962 à Perpignan | Le 3 juin 1962 à Perpignan | Le 3 juin 1962 à Perpignan |
|  | Le 21 janvier 1962 à Avignon       |                               |                                 |                               | A.S. Carcassonne        | A.S. Carcassonne        | ?                           | ?                           |                             |                             |  |  |                          |                          |                          |                          |  |  | Le 3 juin 1962 à Perpignan | Le 3 juin 1962 à Perpignan | Le 3 juin 1962 à Perpignan | Le 3 juin 1962 à Perpignan |
|  |                                    |                               | S.U. Cavaillon                  | S.U. Cavaillon                | ?                       | ?                       |                             |                             |                             |                             |  |  |                          |                          |                          |                          |  |  | Le 3 juin 1962 à Perpignan | Le 3 juin 1962 à Perpignan | Le 3 juin 1962 à Perpignan | Le 3 juin 1962 à Perpignan |
|  | S.U. Cavaillon                     | S.U. Cavaillon                | S.U. Cavaillon                  | S.U. Cavaillon                | ?                       | ?                       | 5                           | 5                           |                             |                             |  |  |                          |                          |                          |                          |  |  | Le 3 juin 1962 à Perpignan | Le 3 juin 1962 à Perpignan | Le 3 juin 1962 à Perpignan | Le 3 juin 1962 à Perpignan |
|  | S.U. Cavaillon                     | S.U. Cavaillon                | Le 4 février 1962 à [[]]        |                               |                         |                         | 5                           | 5                           |                             |                             |  |  |                          |                          |                          |                          |  |  | Le 3 juin 1962 à Perpignan | Le 3 juin 1962 à Perpignan | Le 3 juin 1962 à Perpignan | Le 3 juin 1962 à Perpignan |
|  | R.C. Carpentras                    | R.C. Carpentras               | 0                               | 0                             |                         |                         |                             |                             |                             |                             |  |  |                          |                          |                          |                          |  |  | Le 3 juin 1962 à Perpignan | Le 3 juin 1962 à Perpignan | Le 3 juin 1962 à Perpignan | Le 3 juin 1962 à Perpignan |
|  | R.C. Carpentras                    | R.C. Carpentras               | 0                               | 0                             | R.C. Roanne             | R.C. Roanne             | 16                          | 16                          |                             |                             |  |  |                          |                          |                          |                          |  |  |                            |                            |                            |                            |
|  | Le 21 janvier 1962 à Lézignan      |                               |                                 |                               | R.C. Roanne             | R.C. Roanne             | 16                          | 16                          |                             |                             |  |  |                          |                          |                          |                          |  |  |                            |                            |                            |                            |
|  |                                    |                               | Toulouse olympique XIII         | Toulouse olympique XIII       | 10                      | 10                      |                             |                             |                             |                             |  |  |                          |                          |                          |                          |  |  |                            |                            |                            |                            |
|  | Toulouse olympique XIII            | Toulouse olympique XIII       | Toulouse olympique XIII         | Toulouse olympique XIII       | 10                      | 10                      | 15                          | 15                          |                             |                             |  |  |                          |                          |                          |                          |  |  |                            |                            |                            |                            |
|  | Toulouse olympique XIII            | Toulouse olympique XIII       |                                 |                               |                         |                         |                             | 15                          |                             |                             |  |  |                          |                          |                          |                          |  |  |                            |                            |                            |                            |
|  | R.C. Marseille                     | R.C. Marseille                | 4                               | 4                             |                         |                         |                             |                             |                             |                             |  |  |                          |                          |                          |                          |  |  |                            |                            |                            |                            |
|  | R.C. Marseille                     | R.C. Marseille                | 4                               | 4                             | Toulouse olympique XIII | Toulouse olympique XIII | 10                          | 10                          |                             |                             |  |  |                          |                          |                          |                          |  |  |                            |                            |                            |                            |
|  | Le 21 janvier 1962 à Limoux        |                               |                                 |                               | Toulouse olympique XIII | Toulouse olympique XIII | 10                          | 10                          |                             |                             |  |  |                          |                          |                          |                          |  |  |                            |                            |                            |                            |
|  |                                    |                               | Montpellier XIII                | Montpellier XIII              | 7                       | 7                       |                             |                             |                             |                             |  |  |                          |                          |                          |                          |  |  |                            |                            |                            |                            |
|  | Montpellier XIII                   | Montpellier XIII              | Montpellier XIII                | Montpellier XIII              | 7                       | 7                       | 12                          | 12                          |                             |                             |  |  |                          |                          |                          |                          |  |  |                            |                            |                            |                            |
|  | Montpellier XIII                   | Montpellier XIII              | Le 4 février 1962 à Montpellier |                               |                         |                         | 12                          | 12                          |                             |                             |  |  |                          |                          |                          |                          |  |  |                            |                            |                            |                            |
|  | R.C. Saint-Gaudens                 | R.C. Saint-Gaudens            | 5                               | 5                             |                         |                         |                             |                             |                             |                             |  |  |                          |                          |                          |                          |  |  |                            |                            |                            |                            |
|  | R.C. Saint-Gaudens                 | R.C. Saint-Gaudens            | 5                               | 5                             | Toulouse olympique XIII | Toulouse olympique XIII | 11                          | 11                          |                             |                             |  |  |                          |                          |                          |                          |  |  |                            |                            |                            |                            |
|  | Le 21 janvier 1962 à Villefranche  |                               |                                 |                               | Toulouse olympique XIII | Toulouse olympique XIII | 11                          | 11                          |                             |                             |  |  |                          |                          |                          |                          |  |  |                            |                            |                            |                            |
|  |                                    |                               | F.C. Lézignan                   | F.C. Lézignan                 | 9                       | 9                       |                             |                             |                             |                             |  |  |                          |                          |                          |                          |  |  |                            |                            |                            |                            |
|  | F.C. Lézignan                      | F.C. Lézignan                 | F.C. Lézignan                   | F.C. Lézignan                 | 9                       | 9                       | 46                          | 46                          |                             |                             |  |  |                          |                          |                          |                          |  |  |                            |                            |                            |                            |
|  | F.C. Lézignan                      | F.C. Lézignan                 |                                 |                               |                         |                         |                             | 46                          |                             |                             |  |  |                          |                          |                          |                          |  |  |                            |                            |                            |                            |
|  | XIII Limouxin                      | XIII Limouxin                 | 17                              | 17                            |                         |                         |                             |                             |                             |                             |  |  |                          |                          |                          |                          |  |  |                            |                            |                            |                            |
|  | XIII Limouxin                      | XIII Limouxin                 | 17                              | 17                            | F.C. Lézignan           | F.C. Lézignan           | 17                          | 17                          |                             |                             |  |  |                          |                          |                          |                          |  |  |                            |                            |                            |                            |
|  | Le 21 janvier 1962 à Perpignan     |                               |                                 |                               | F.C. Lézignan           | F.C. Lézignan           | 17                          | 17                          |                             |                             |  |  |                          |                          |                          |                          |  |  |                            |                            |                            |                            |
|  |                                    |                               | S.O. Avignon                    | S.O. Avignon                  | 5                       | 5                       |                             |                             |                             |                             |  |  |                          |                          |                          |                          |  |  |                            |                            |                            |                            |
|  | S.O. Avignon                       | S.O. Avignon                  | S.O. Avignon                    | S.O. Avignon                  | 5                       | 5                       | 19                          | 19                          |                             |                             |  |  |                          |                          |                          |                          |  |  |                            |                            |                            |                            |
|  | S.O. Avignon                       | S.O. Avignon                  |                                 |                               |                         |                         |                             | 19                          |                             |                             |  |  |                          |                          |                          |                          |  |  |                            |                            |                            |                            |
|  | U.S. Villeneuve                    | U.S. Villeneuve               | 6                               | 6                             |                         |                         |                             |                             |                             |                             |  |  |                          |                          |                          |                          |  |  |                            |                            |                            |                            |
|  | U.S. Villeneuve                    | U.S. Villeneuve               | 6                               | 6                             |                         |                         |                             |                             |                             |                             |  |  |                          |                          |                          |                          |  |  |                            |                            |                            |                            |
|  |                                    |                               |                                 |                               |                         |                         |                             |                             |                             |                             |  |  |                          |                          |                          |                          |  |  |                            |                            |                            |                            |

## Finale - 3 juin 1962
(mt : 8 - 5)
Points marqués :
- Roanne : 4 essais de Fernandez (39e et 34e), Mantoulan (42e) et Estiau (55e) ; 2 transformations de Mantoulan (? et ?).
- Toulouse : 2 essais d'Etcheberry (17e) et André Lacaze (64e) ; 1 transformation de Lacaze (17e) ; 1 pénalité de Lacaze (76e).

Arbitre : M. Jameau
Évolution du score : 0-5, ?
Spectateurs : 
Composition des équipes :
- Roanne : Roger Bravo - Antoine Montcel, Gérard Belivaud, Claude Mantoulan, Jacques Fernandez - Gérard Chalet (o), Jean Rouqueirol (m) - Bordin, Tanzilli, Aldo Quaglio, Serge Estiau, Robert Eramouspé, Édouard Duseigneur - Entraîneur : René Duffort
- Toulouse : Pierre Lacaze - Jean Etcheberry, Marcel Piquemal, André Paga, Hugues Viès - A. Laurent (o), Marquet (m) - Jean Kaczmarek, Roger Llanas, Pierre Parpagiola, Georges Aillères, André Lacaze, Jesus Lô - Entraîneur :